# Dito
Eduardo José Gomes Cameselle Mendes (Barcelos, 18 de enero de 1962 - Monção, 3 de septiembre de 2020), más conocido como Dito, fue un futbolista y entrenador portugués. Jugaba en la posición de defensor.

## Carrera
Dito inició su carrera como futbolista profesional de primera división en el Sporting Braga en 1980, proveniente de las divisiones inferiores del Gil Vicente. Registró un total de 358 apariciones en la Primeira Liga a lo largo de 16 temporadas, jugando en destacados clubes como el Porto, el Benfica y el Vitória Setúbal y haciendo parte de las convocatorias para la selección de Portugal entre 1981 y 1987.
A mediados de la década de 1990 se convirtió en director técnico, labor que realizó hasta el año 2018. Entre los equipos que dirigió destacan Chaves, Portimonense, Moreirense y Famalicão.

## Plano personal
El padre de Dito, Spaniard Eduardo Cameselle Mendes, jugó para el Gil Vicente en la década de 1950. Su sobrino Eduardo, nacido en 1990, es también futbolista y juega para el club AD Os Limianos.
Dito falleció el 3 de septiembre de 2020 a los cincuenta y ocho años.

## Palmarés
Braga
- Finalista de la Taça de Portugal 1981–82

Benfica
- Primeira Liga 1986–87
- Taça de Portugal 1986–87
- Finalista de la Supertaça Cândido de Oliveira 1986, 1987

Porto
- Finalista de la Supertaça Cândido de Oliveira 1988